# ぽんとごたんだ
ぽんとごたんだ（7月15日 - ）は、日本の漫画家。島根県飯南町出身。バンタンゲームアカデミーイラスト・マンガ学部マンガクリエイター専攻を卒業。

## 作品リスト

### 連載
- 婚活は魔導書から（漫画アプリ『comico（コミコ）』2015年1月 - 2019年11月、既刊1巻）
- 桐谷さん ちょっそれ食うんすか!?（双葉社『月刊アクション』2016年2月号[3] - 2018年4月号、同社『漫画アクション』2018年8号[4] - 連載中、既刊19巻）
- 井地さんちは素直になれない（竹書房WEBコミック『まんがライフSTORIA´（ストーリアダッシュ）』2017年4月7日[5] - 2019年10月25日、全4巻）
- お忍び同棲（星海社『ツイ4』2020年12月1日[6] - ）
- ギャルとクトゥルフ（星海社『ツイ4』[7]2021年 - 2022年、全3巻）
- お忍び同棲（双葉社『webアクション』2022年7月8日[8] - 2024年4月5日、全2巻）

### イラスト
- アカギトリビュートイラスト FESTIVAL（『アカギ』公式サイト、2018年[9]）
- じつは食べられるいきもの事典（著：松原始・伊勢優史、2020年3月6日発売[10]、ISBN 978-4-299-00292-1）

### アンソロジー
- 映画「この世界の片隅に」公式ファンブック（2017年7月28日発売[11]、ISBN 978-4-575-94506-5） - 『漫画アクション』2017年9号に掲載[12]。
- 漫画家のごはんのおとも語り（2018年3月17日発売[13][14]、ISBN 978-4-04-893748-1）